# Sinti
Sinti är ett romanifolk som idag främst lever i Tyskland, Österrike samt i viss mån i Benelux-länderna. En man från detta folk kallas sinto, en kvinna sintisa. 
Tidigare kallades sinti, liksom romer, för "zigenare", ett ord som på senare år minskat i användande. Ibland nämns sinti som en "undergrupp" till romer.
Varifrån ordet "sinti" härstammar är osäkert, men det kan ha att göra med namnet på den pakistanska regionen Sindh, varifrån sintifolket sägs härstamma. De utvandrade därifrån tidigare än romerna, som de emellertid är besläktade med. De flesta sinti talar sin egen dialekt av romani chib. Sintifolket har delats upp i grupper och deras språk har förändrats  beroende på vilket land de bott i.
Sinti anlände till de tyskspråkiga områdena på 1300-talet där de  skyddades av Sigismund av Ungern. År 1482 förbjöd Albrekt Akilles av Brandenburg dem att bosätta sig i Brandenburg och förbudet spred sig snart till andra tyska områden. De jagades och dödades av invånarna och drevs på flykt från stat till stat.
Idag bor omkring 60 000 sinti i Tyskland, varav några är flyktingar från Rumänien, Slovakien och tidigare Jugoslavien. 
Jazzgitarristen Django Reinhardt var en belgisk-fransk sinto. Hans ättling Dotschy Reinhardt är också verksam inom musiken. 
Den kände tyske boxaren Johann Trollmann var sinti, och han fråntogs sin titel, och mördades i koncentrationsläger.